# Ольсен, Йеспер
Йе́спер О́льсен (дат. Jesper Olsen; родился 20 марта 1961 года в Факсе, Дания) — датский футболист, наиболее известный по своим выступлениям за голландский «Аякс» и английский «Манчестер Юнайтед». Кроме того, он был игроком основного состава сборной Дании, проведя за неё 43 матча. В составе национальной сборной сыграл на Евро-1984 и чемпионате мира 1986 года. Выступал на позиции левого вингера.

## Футбольная карьера
Ольсен начал карьеру в датском «Нестведе». В сезоне 1978/79 находился на просмотре в лондонском «Арсенале», выступая за резервную команду «канониров», и забил за неё один гол. В июле 1980 года «Аякс» предпринял неудачную попытку подписать датчанина, но уже через год Ольсен перешёл в клуб из Нидерландов. Также в июле 1980 года Ольсен дебютировал за сборную Дании в товарищеском матче против сборной СССР.

### Аякс
В «Аяксе» Ольсен запомнился своим участием в знаменитом эпизоде с «отпасованным пенальти», который датчанин исполнил с Йоханом Кройфом. Когда Кройф заработал пенальти в матче чемпионата против «Хелмонд Спорт» 5 декабря 1982 года, он с одиннадцатиметровой отметки отпасовал мяч Ольсену, а тот вернул матч Кройфу, и голландец забил мяч в ворота дезориентированного вратаря соперника. Судья засчитал гол, так как пенальти является штрафным ударом, и может быть исполнен не напрямую. В «Аяксе» Ольсен получил прозвище «De Vlo» (блоха) из-за своей осанки и умения крутиться и прыгать, уходя от защитников. Также его называли «Неприкасаемым» (The Untouchable). Курт Линдер, тренер «Аякса» в сезоне 1981/82, считал его самым талантливым игроком в молодёжной команде «Аякса», одарённым как технически, так и тактически.

### Манчестер Юнайтед
В июле 1984 года Ольсен перешёл из «Аякса» в английский «Манчестер Юнайтед». В первом же сезоне он выиграл Кубок Англии 1985 года.

## Статистика

### Матчи Ольсена за сборную Дании
| Матчи Ольсена за сборную Дании | Матчи Ольсена за сборную Дании | Матчи Ольсена за сборную Дании | Матчи Ольсена за сборную Дании | Матчи Ольсена за сборную Дании | Матчи Ольсена за сборную Дании      |
| ------------------------------ | ------------------------------ | ------------------------------ | ------------------------------ | ------------------------------ | ----------------------------------- |
| №                              | Дата                           | Соперник                       | Счёт                           | Голы Ольсена                   | Соревнование                        |
| 1                              | 12 июля 1980                   | СССР                           | 0:2                            | —                              | Товарищеский матч                   |
| 2                              | 5 мая 1982                     | Швеция                         | 1:1                            | —                              | Чемпионат Северной Европы 1981—1983 |
| 3                              | 19 мая 1982                    | Австрия                        | 0:1                            | —                              | Товарищеский матч                   |
| 4                              | 27 мая 1982                    | Бельгия                        | 1:0                            | —                              | Товарищеский матч                   |
| 5                              | 11 августа 1982                | Финляндия                      | 3:2                            | —                              | Чемпионат Северной Европы 1981—1983 |
| 6                              | 1 сентября 1982                | Румыния                        | 0:1                            | —                              | Товарищеский матч                   |
| 7                              | 22 сентября 1982               | Англия                         | 2:2                            | 1                              | Чемпионат Европы 1984 (отбор)       |
| 8                              | 27 октября 1982                | Чехословакия                   | 1:3                            | —                              | Товарищеский матч                   |
| 9                              | 10 ноября 1982                 | Люксембург                     | 2:1                            | —                              | Чемпионат Европы 1984 (отбор)       |
| 10                             | 27 апреля 1983                 | Греция                         | 1:0                            | —                              | Чемпионат Европы 1984 (отбор)       |
| 11                             | 1 июня 1983                    | Венгрия                        | 3:1                            | 1                              | Чемпионат Европы 1984 (отбор)       |
| 12                             | 21 сентября 1983               | Англия                         | 1:0                            | —                              | Чемпионат Европы 1984 (отбор)       |
| 13                             | 12 октября 1983                | Люксембург                     | 6:0                            | —                              | Чемпионат Европы 1984 (отбор)       |
| 14                             | 26 октября 1983                | Венгрия                        | 0:1                            | —                              | Чемпионат Европы 1984 (отбор)       |
| 15                             | 16 ноября 1983                 | Греция                         | 2:0                            | —                              | Чемпионат Европы 1984 (отбор)       |
| 16                             | 8 июня 1984                    | Болгария                       | 1:1                            | —                              | Товарищеский матч                   |
| 17                             | 12 июня 1984                   | Франция                        | 0:1                            | —                              | Чемпионат Европы 1984               |
| 18                             | 24 июня 1984                   | Испания                        | 1:1 (4:5 пен.)                 | —                              | Чемпионат Европы 1984               |
| 19                             | 12 сентября 1984               | Австрия                        | 3:1                            | —                              | Товарищеский матч                   |
| 20                             | 26 сентября 1984               | Норвегия                       | 1:0                            | —                              | Чемпионат мира 1986 (отбор)         |
| 21                             | 17 октября 1984                | Швейцария                      | 0:1                            | —                              | Чемпионат мира 1986 (отбор)         |
| 22                             | 8 мая 1985                     | ГДР                            | 4:1                            | —                              | Товарищеский матч                   |
| 23                             | 5 июня 1985                    | СССР                           | 4:2                            | —                              | Чемпионат мира 1986 (отбор)         |
| 24                             | 13 ноября 1985                 | Ирландия                       | 4:1                            | —                              | Чемпионат мира 1986 (отбор)         |
| 25                             | 26 марта 1986                  | Северная Ирландия              | 1:1                            | —                              | Товарищеский матч                   |
| 26                             | 16 мая 1986                    | Польша                         | 1:0                            | —                              | Товарищеский матч                   |
| 27                             | 4 июня 1986                    | Шотландия                      | 1:0                            | —                              | Чемпионат мира 1986                 |
| 28                             | 8 июня 1986                    | Уругвай                        | 6:1                            | 1                              | Чемпионат мира 1986                 |
| 29                             | 13 июня 1986                   | ФРГ                            | 2:0                            | 1                              | Чемпионат мира 1986                 |
| 30                             | 18 июня 1986                   | Испания                        | 1:5                            | 1                              | Чемпионат мира 1986                 |
| 31                             | 10 сентября 1986               | ГДР                            | 1:0                            | —                              | Товарищеский матч                   |
| 32                             | 24 сентября 1986               | ФРГ                            | 0:2                            | —                              | Товарищеский матч                   |
| 33                             | 12 ноября 1986                 | Чехословакия                   | 0:0                            | —                              | Чемпионат Европы 1988 (отбор)       |
| 34                             | 3 июня 1987                    | Чехословакия                   | 1:1                            | —                              | Чемпионат Европы 1988 (отбор)       |
| 35                             | 26 августа 1987                | Швеция                         | 0:1                            | —                              | Товарищеский матч                   |
| 36                             | 23 сентября 1987               | ФРГ                            | 0:1                            | —                              | Товарищеский матч                   |
| 37                             | 14 октября 1987                | Уэльс                          | 1:0                            | —                              | Чемпионат Европы 1988 (отбор)       |
| 38                             | 27 апреля 1988                 | Австрия                        | 0:1                            | —                              | Товарищеский матч                   |
| 39                             | 10 мая 1988                    | Венгрия                        | 2:2                            | —                              | Товарищеский матч                   |
| 40                             | 1 июня 1988                    | Чехословакия                   | 0:1                            | —                              | Товарищеский матч                   |
| 41                             | 5 июня 1988                    | Бельгия                        | 3:1                            | —                              | Товарищеский матч                   |
| 42                             | 5 сентября 1990                | Швеция                         | 1:0                            | —                              | Товарищеский матч                   |
| 43                             | 11 сентября 1990               | Уэльс                          | 1:0                            | —                              | Товарищеский матч                   |

Итого: 43 матча / 5 голов; 22 победы, 7 ничьих, 14 поражений.

## Достижения
- Чемпион Эредивизие: 1982, 1983
- Обладатель Кубка Нидерландов: 1983
- Обладатель Кубка Англии: 1985